# Tantilla trilineata
Tantilla trilineata — вид змій родини полозових (Colubridae).

## Поширення і екологія
Tantilla trilineata відомі лише за типовим зразком, зібраним у невідомому місці в Бразилії.